# Nicola Zalewski
Nicola Zalewski (ur. 23 stycznia 2002 w Tivoli) – polski piłkarz, występujący na pozycji pomocnika we włoskim klubie Atalanta Bergamo oraz w reprezentacji Polski. Uczestnik Mistrzostw Świata 2022 i Mistrzostw Europy 2024.

## Życie prywatne
Urodził się we włoskim mieście Tivoli jako syn polskich emigrantów, którzy w 1989 emigrowali z Łomży do Włoch, by osiedlić się w miejscowości Poli. Jego ojcem był Krzysztof Zalewski, który zmarł w 2021 roku na nowotwór. Zalewski mieszka w Rzymie. Ma starszą siostrę Jessicę. Jego piłkarskim idolem jest Daniele De Rossi.

## Kariera klubowa

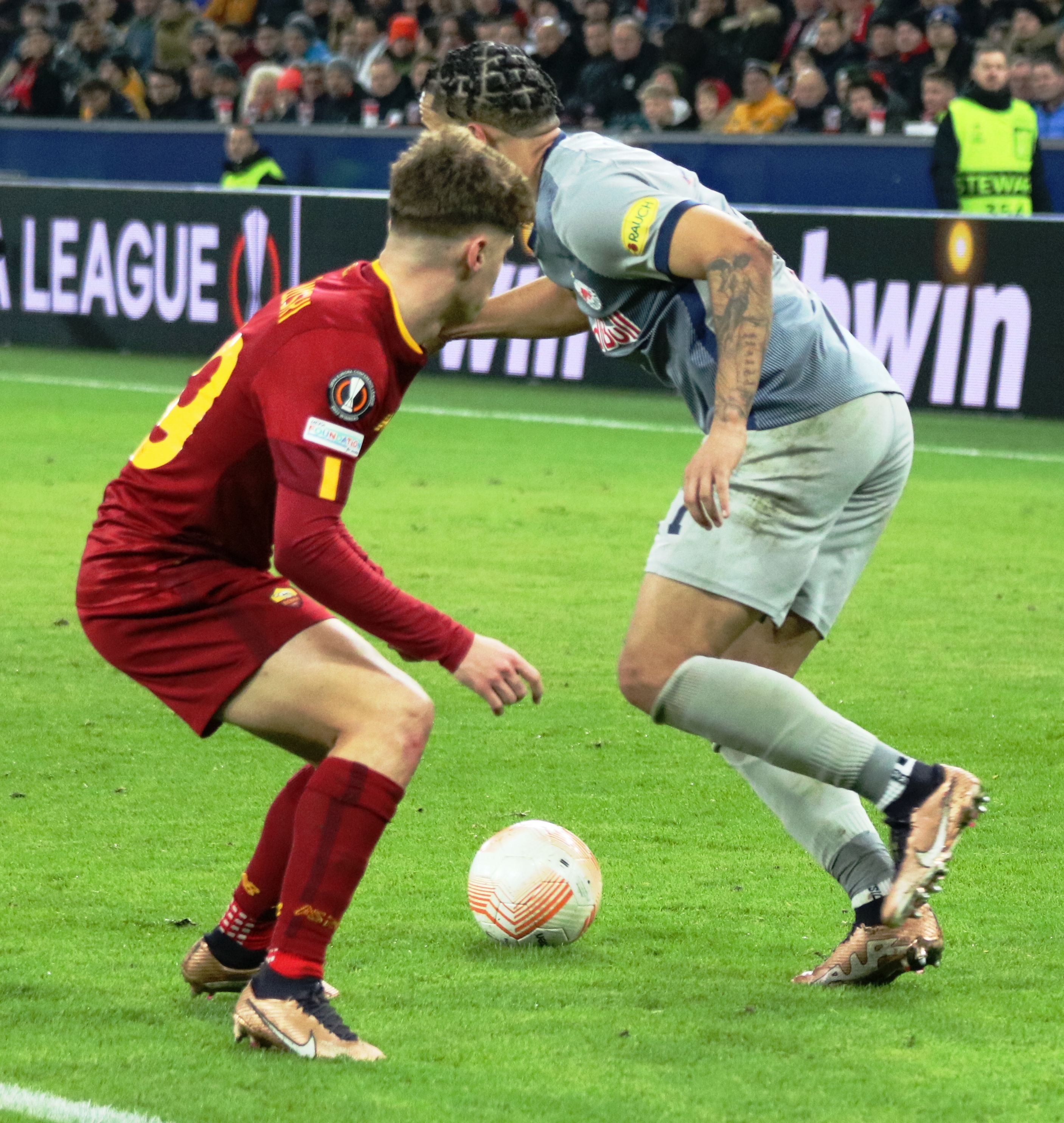
Zalweski (lewo) w barwach AS Roma przeciwko Red Bull Salzburg w 2023

Zaczynał w szkółce USD Zagarolo, jednak szybko trafił do juniorskich zespołów AS Roma. Krok po kroku przechodził kolejne szczeble w drużynach młodzieżowych. Regularnie występował w drużynie Primavery.   
Z czasem został włączony do kadry pierwszej drużyny włoskiego klubu. 6 maja 2021 w rewanżowym meczu półfinałowym Ligi Europy UEFA z Manchesterem United zadebiutował w pierwszym zespole Romy. Pomocnik wszedł na boisku w 76. minucie meczu zastępując Pedro Rodrigueza i miał udział przy zwycięskiej bramce dla Romy na 3:2. 9 maja 2021 w meczu z FC Crotone zadebiutował w Serie A. Zawodnik w 80. minucie spotkania zastąpił Bryana Cristante, a następnie zanotował pierwszą asystę w barwach klubu przy bramce Borjy Mayorala na 5:0.   
Znalazł się w kadrze Joségo Mourinho na obóz przygotowawczy do sezonu 2021/2022. 26 września 2021 wystąpił po raz pierwszy w Derbach Rzymu z S.S. Lazio (2:3) rozegranych w ramach 6. kolejki Serie A, zmieniając w 82. minucie Ricka Karsdorpa. W całym sezonie wystąpił w 16 meczach Serie A i 1 meczu Pucharu Włoch. Ponadto, wystąpił siedmiokrotnie w meczach Ligi Konferencji Europy UEFA, wieńcząc sezon występem w wyjściowym składzie na wygrany mecz finałowy z Feyenoordem. 12 marca 2023 w meczu z Sassuolo Calcio (3:4) zdobył swoją pierwszą bramkę w seniorskiej karierze.
1 lutego 2025 został wypożyczony na pół roku z opcją pierwokupu do Interu Mediolan. 2 lutego zadebiutował w ligowych derbach Mediolanu z A.C. Milan notując asystę przy bramce na 1:1. 8 kwietnia w wygranym 2:1 pierwszym meczu 1/4 finału z Bayernem Monachium zadebiutował w Lidze Mistrzów UEFA. 31 maja wystąpił w finale Ligi Mistrzów, gdzie Inter uległ 0:5 drużynie Paris Saint-Germain. W czerwcu 2025 wystąpił z Interem na Klubowych Mistrzostwach Świata FIFA, debiutując w turnieju podczas spotkania z Monterrey (1:1).  
23 czerwca 2025 został wykupiony przez Inter Mediolan z AS Romy. W sierpniu 2025, po półrocznym pobycie w Interze Mediolan, Zalewski został sprzedany do Atalanty Bergamo za 17 mln euro, z kontraktem obowiązującym do 30 czerwca 2030 roku.

## Kariera reprezentacyjna
Zalewski urodził się we Włoszech, jednak nie posiada włoskiego obywatelstwa. Od 2017 występuje w młodzieżowych reprezentacjach Polski, począwszy od kadry U-16 do U-20. Jego pierwszym spotkaniem w polskich barwach był rozegrany 27 października 2017 mecz z reprezentacją Holandii do lat 16 zakończony porażką Polski 0:3. W reprezentacji Polski U-17 strzelił dwie bramki, w meczach eliminacyjnych Mistrzostw Europy U-17 z Finlandią (2:1) oraz Portugalią (1:2). Był uczestnikiem Mistrzostw Świata U-20 2019. Na turnieju rozegrał 90 minut w drugim meczu fazy grupowej z Tahiti (5:0) i zanotował asystę przy bramce Dominika Steczyka na 4:0. 
16 sierpnia 2021 selekcjoner Paulo Sousa powołał go do reprezentacji Polski na mecze eliminacji Mistrzostw Świata 2022 z Albanią, San Marino oraz Anglią. 5 września 2021 w meczu z San Marino zadebiutował w reprezentacji Polski. Wszedł na boisko w 66. minucie zmieniając Tymoteusza Puchacza, a w doliczonym czasie gry zaliczył asystę przy bramce Adama Buksy na 7:1. 
20 września 2021 został powołany na mecze eliminacyjne z San Marino i Albanią, natomiast ze względów osobistych nie uczestniczył w zgrupowaniu.
Został powołany do kadry na mundial w Katarze, na którym zagrał w bezbramkowym meczu otwarcia z Meksykiem. Został zmieniony po pierwszej połowie meczu. Na turnieju pojawił się jeszcze na boisku w 71 minucie w przegranym 1-3 meczu 1/8 finału z Francją.
10 czerwca 2024 w meczu towarzyskim z Turcją zdobył zwycięskiego gola na 2:1.

## Statystyki

### Klubowe
(aktualne na koniec sezonu 2023/2024)
| Klub               | Sezon              | Liga               | Liga  | Liga   | Puchar Włoch | Puchar Włoch | Europa | Europa | Suma  | Suma   |
| Klub               | Sezon              | Liga               | Mecze | Bramki | Mecze        | Bramki       | Mecze  | Bramki | Mecze | Bramki |
| ------------------ | ------------------ | ------------------ | ----- | ------ | ------------ | ------------ | ------ | ------ | ----- | ------ |
| AS Roma            | 2020/2021          | Serie A            | 1     | 0      | 0            | 0            | 1      | 0      | 2     | 0      |
| AS Roma            | 2021/2022          | Serie A            | 16    | 0      | 1            | 0            | 7      | 0      | 24    | 0      |
| AS Roma            | 2022/2023          | Serie A            | 33    | 2      | 2            | 0            | 12     | 0      | 47    | 2      |
| AS Roma            | 2023/2024          | Serie A            | 22    | 0      | 2            | 0            | 9      | 0      | 33    | 0      |
| AS Roma            | Ogólnie            | Ogólnie            | 72    | 2      | 5            | 0            | 29     | 0      | 106   | 2      |
| Ogólnie w karierze | Ogólnie w karierze | Ogólnie w karierze | 72    | 2      | 5            | 0            | 29     | 0      | 106   | 2      |

### Reprezentacyjne
(aktualne na dzień 10 czerwca 2025)
| Reprezentacja | Rok  | Mecze | Bramki | Asysty |
| ------------- | ---- | ----- | ------ | ------ |
| Polska        | 2021 | 1     | 0      | 1      |
| Polska        | 2022 | 8     | 0      | 1      |
| Polska        | 2023 | 5     | 0      | 3      |
| Polska        | 2024 | 13    | 3      | 4      |
| Polska        | 2025 | 2     | 0      | 0      |
| Suma          | Suma | 29    | 3      | 8      |

| Mecze i gole w reprezentacji | Mecze i gole w reprezentacji | Mecze i gole w reprezentacji | Mecze i gole w reprezentacji | Mecze i gole w reprezentacji | Mecze i gole w reprezentacji | Mecze i gole w reprezentacji |
| Lp.                          | Data                         | Miasto                       | Przeciwnik                   | Bramki                       | Wynik                        | Rozgrywki                    |
| ---------------------------- | ---------------------------- | ---------------------------- | ---------------------------- | ---------------------------- | ---------------------------- | ---------------------------- |
| 1.                           | 05.09.2021                   | Serravalle                   | San Marino                   |                              | 7:1                          | el. MŚ 2022                  |
| 2.                           | 01.06.2022                   | Wrocław                      | Walia                        |                              | 2:1                          | LN 2022/2023                 |
| 3.                           | 08.06.2022                   | Bruksela                     | Belgia                       |                              | 1:6                          | LN 2022/2023                 |
| 4.                           | 11.06.2022                   | Rotterdam                    | Holandia                     |                              | 2:2                          | LN 2022/2023                 |
| 5.                           | 14.06.2022                   | Warszawa                     | Belgia                       |                              | 0:1                          | LN 2022/2023                 |
| 6.                           | 22.09.2022                   | Warszawa                     | Holandia                     |                              | 0:2                          | LN 2022/2023                 |
| 7.                           | 25.09.2022                   | Cardiff                      | Walia                        |                              | 1:0                          | LN 2022/2023                 |
| 8.                           | 22.11.2022                   | Doha                         | Meksyk                       |                              | 0:0                          | MŚ 2022                      |
| 9.                           | 04.12.2022                   | Doha                         | Francja                      |                              | 1:3                          | MŚ 2022                      |
| 10.                          | 24.03.2023                   | Praga                        | Czechy                       |                              | 1:3                          | el. ME 2024                  |
| 11.                          | 27.03.2023                   | Warszawa                     | Albania                      |                              | 1:0                          | el. ME 2024                  |
| 12.                          | 20.06.2023                   | Kiszyniów                    | Mołdawia                     |                              | 2:3                          | el. ME 2024                  |
| 13.                          | 17.11.2023                   | Warszawa                     | Czechy                       |                              | 1:1                          | el. ME 2024                  |
| 14.                          | 21.11.2023                   | Warszawa                     | Łotwa                        |                              | 2:0                          | towarzyski                   |
| 15.                          | 21.03.2024                   | Warszawa                     | Estonia                      |                              | 5:1                          | el. ME 2024 Baraże półfinał  |
| 16.                          | 26.03.2024                   | Cardiff                      | Walia                        |                              | 0:0(k. 5:4)                  | el. ME 2024 Baraże finał     |
| 17.                          | 07.06.2024                   | Warszawa                     | Ukraina                      |                              | 3:1                          | towarzyski                   |
| 18.                          | 10.06.2024                   | Warszawa                     | Turcja                       | Gol                          | 2:1                          | towarzyski                   |
| 19.                          | 16.06.2024                   | Hamburg                      | Holandia                     |                              | 1:2                          | ME 2024                      |
| 20.                          | 21.06.2024                   | Berlin                       | Austria                      |                              | 1:3                          | ME 2024                      |
| 21.                          | 25.06.2024                   | Dortmund                     | Francja                      |                              | 1:1                          | ME 2024                      |
| 22.                          | 05.09.2024                   | Glasgow                      | Szkocja                      | (k.)                         | 3:2                          | LN 2024/2025                 |
| 23.                          | 08.09.2024                   | Osijek                       | Chorwacja                    |                              | 0:1                          | LN 2024/2025                 |
| 24.                          | 12.10.2024                   | Warszawa                     | Portugalia                   |                              | 1:3                          | LN 2024/2025                 |
| 25.                          | 15.10.2024                   | Warszawa                     | Chorwacja                    | Gol                          | 3:3                          | LN 2024/2025                 |
| 26.                          | 15.11.2024                   | Porto                        | Portugalia                   |                              | 1:5                          | LN 2024/2025                 |
| 27.                          | 18.11.2024                   | Warszawa                     | Szkocja                      |                              | 1:2                          | LN 2024/2025                 |
| 28.                          | 06.06.2025                   | Chorzów                      | Mołdawia                     |                              | 2:0                          | towarzyski                   |
| 29.                          | 10.06.2025                   | Helsinki                     | Finlandia                    |                              | 1:2                          | el. MŚ 2026                  |

## Sukcesy

### AS Roma
- Liga Konferencji Europy UEFA: 2021/2022

### Indywidualne
- Golden Boy Web: 2022[28]